# Delius Klasing Verlag
Die Delius Klasing Verlag GmbH ist ein deutscher Special-Interest-Verlag. Das Unternehmen publiziert Bücher, Kalender, Zeitschriften und elektronische Medien in den Hauptsegmenten Wassersport, Radsport, Sport und Automobil. Der Verlag hat seinen Sitz im ostwestfälischen Bielefeld. Die Zeitschriftenredaktionen und Buchlektorate sind an den Standorten Hamburg und München ansässig; die Redaktion von Modell Fahrzeug befindet sich in Nürnberg.

## Geschichte
Der Verlag wurde 1911 von Konrad Delius und dessen Schwiegervater Johannes Klasing in Berlin gegründet. Johannes Klasing ist der Sohn von August Klasing, Mitgründer des Verlags Velhagen & Klasing. Der Verlag spezialisierte sich zunächst auf Automobil- und Luftfahrt-Themen und gab die Zeitschriften Illustrierte Aeronautische Mitteilungen, Allgemeine Automobil Zeitung (AAZ) und Der Motorradfahrer heraus.
Nach dem Ersten Weltkrieg folgte das Themenfeld Wassersport. 1914 erschien das erste Delius Klasing-Buch unter dem Titel Pannen und ihre Behebung auf der Tour zum Preis von 90 Pfennig. 1923 übernahm der Verlag die Zeitschrift Yacht vom Berliner Verlag Dr. Wedekind. 1929 wurde das Buch Seemannschaft erstmals aufgelegt. Auch Periodika für Wirtschaftsverbände gehörten zum Programm, so die Deutsche Schirmmacher-Zeitung als Organ des Verbands der deutschen Schirm-Großfabrikanten, der Brau-Industrie-Kalender oder der Seifen-Industrie-Kalender. Die Familien Delius und Klasing blieben auch im weiteren Verlauf der Unternehmensgeschichte verbunden. So trat Christian Klasing 1928 als Kommanditist in das Unternehmen Delius & Comp ein.
Mitte 1937 firmierte das vormals Delius & Comp benannte Unternehmen zu Delius, Klasing & Comp um. Periodika zu Automobilthemen blieben auch in den 1930er Jahren ein wichtiges Tätigkeitsfeld. So wurde in Zusammenarbeit mit dem Reichsverband der Automobilindustrie die Kraftverkehrs-Bibliographie Auto-Bücherschau herausgegeben. Aber auch andere technische Titel erschienen, neben Automobiltechnik etwa auch zum Modellsegeln.
Nach dem Zweiten Weltkrieg waren rund 10.000 Exemplare der Seemannschaft das Startkapital für den Verlag im ostwestfälischen Bielefeld.
Konrad-Wilhelm Delius übernahm 1946 mit 29 Jahren die Geschäftsleitung, unterstützt von seinen Brüdern Kurt und Hans-Heinrich. Im Jahr 1950 gründete Konrad-Wilhelm Delius mit der Zeitschrift Gute Fahrt ein Automagazin speziell für Fahrer von Volkswagen. Im Jahr 1963 startete der Verlag mit dem Lehrbuch Führerschein A für Segler sein Ausbildungsprogramm für Sportbootfahrer. 1974 folgte die Autoreparaturreihe So wird’s gemacht von Hans-Rüdiger Etzold. Im Jahr 2011 erschien der 150. Band in dieser Reihe. 1977 wurde die Zeitschrift surf gegründet.
1982 wurde der damalige Verleger Konrad Delius Mitglied der Geschäftsleitung. 1988 fusionierte Delius Klasing mit dem Hamburger Verlag Edition Maritim. Ende der 1980er Jahre wurde das Themen-Portfolio um den Bereich Fahrrad und Freizeitsport erweitert. 1989 wurde mit Bike das erste Mountainbike-Magazin in Deutschland gegründet, 1997 folgte die Übernahme des Rennradmagazins Tour. Im Jahr 1994 wurde der Verlag Edition Moby Dick übernommen. Dieser 1980 gegründete Verlag aus Kiel stärkte das Fahrrad-Buchprogramm.
Das Verlagsprogramm umfasst mehr als 700 lieferbare Buchtitel, Kalender, Software-Produkte, Internetseiten und Apps. Als Corporate-Publishing-Dienstleister DKCP ist Delius Klasing für Unternehmen aus der Automobil- und Schifffahrtsindustrie aktiv; ein hier gestalteter Titel ist das Porsche-Kundenmagazin Christophorus. 2018 wurde der Verlag Die Werkstatt aus Göttingen übernommen, dessen Schwerpunkt auf Sport- und insbesondere Fußballsachbüchern liegt.
2019 startete Delius Klasing mit der Yachtakademie eine Fahrschule für Yachten und Boote. Ein weiteres Geschäftsfeld des Unternehmens ist der Event-Bereich mit Veranstaltungen für Rennradfahrer, Mountainbiker und Wassersportler.
Seit September 2022 ist Delius Klasing Teil der Mediengruppe Klambt. Lars Rose (53), Verleger des Familienunternehmens mit Sitz in Speyer, steht seitdem in gleicher Funktion an der Spitze von Delius Klasing. Er verantwortet die Geschicke des Special Interest-Medienhauses gemeinsam mit Rüdiger Dienst und Tim Ramms.

## Publikationen (Auswahl)
Wassersport:
- Yacht, gegründet 1904, Monatszeitschrift für den Segelsport
- Boote, gegründet 1967, Monatszeitschrift für den Motorbootsport
- Surf, gegründet 1977, Windsurf-Magazin
- Boote Exclusiv, gegründet 1988, über die Welt der Superyachten
- Yacht classic, gegründet 2006, über historische Segelyachten

Fahrradsport:
- Tour, Rennrad-Magazin, gegründet 1977
- Bike, Mountainbike-Magazin, gegründet 1989
- Trekkingbike, Fahrrad-Magazin, 2002–2017
- Freeride, Bike-Sonderheft, gegründet 2005
- Mybike, gegründet 2018

Automobil:
- Gute Fahrt, gegründet 1950
- Modell Fahrzeug, 2005 übernommen
- Curves, gegründet 2011
- Porsche Klassik, gegründet 2012